# 보틀리흐어
보틀리흐어(Botlikh)는 러시아 다게스탄 남서부에 거주하는 보틀리흐인이 사용하는 북동캅카스어족 안디어군의 언어이다. 2020년 인구조사에 따르면 약 5천 명의 화자가 있다.
보틀리흐어의 화자는 보틀리흐(Ботлих), 미아르소(Миарсо), 아시노(Ашино)를 비롯하여 촌타울(Чонтаул), 안호(Анхо), 바틀라하틀리(Батлахатли) 마을에 분포한다. 이 마을들은 다게스탄 남서부 산악지대에 위치하며 안디-코이수(Andi-Koysu) 강 주변에 있다.
협의의 보틀리흐(Botlikh proper) 방언과 미아르소(Miarso) 방언으로 나뉜다. 둘의 음운적, 형태적 차이는 작고 상호 의사소통이 가능하다.